# Dicranota stenomera
Dicranota stenomera är en tvåvingeart som beskrevs av Alexander 1966. Dicranota stenomera ingår i släktet Dicranota och familjen hårögonharkrankar. Inga underarter finns listade i Catalogue of Life.